# Меулабо
Меулабо (Jawoë : ملابوه; або Moulabouh) — столиця регентства Західний Ачех, Індонезія.

## Географія
Меулабо близько 245 років км на південний схід від Банда-Ачех, столиці провінції Ачех. Меулабох розташований у західній частині острова Суматра.

## Землетрус в Індійському океані 2004 року

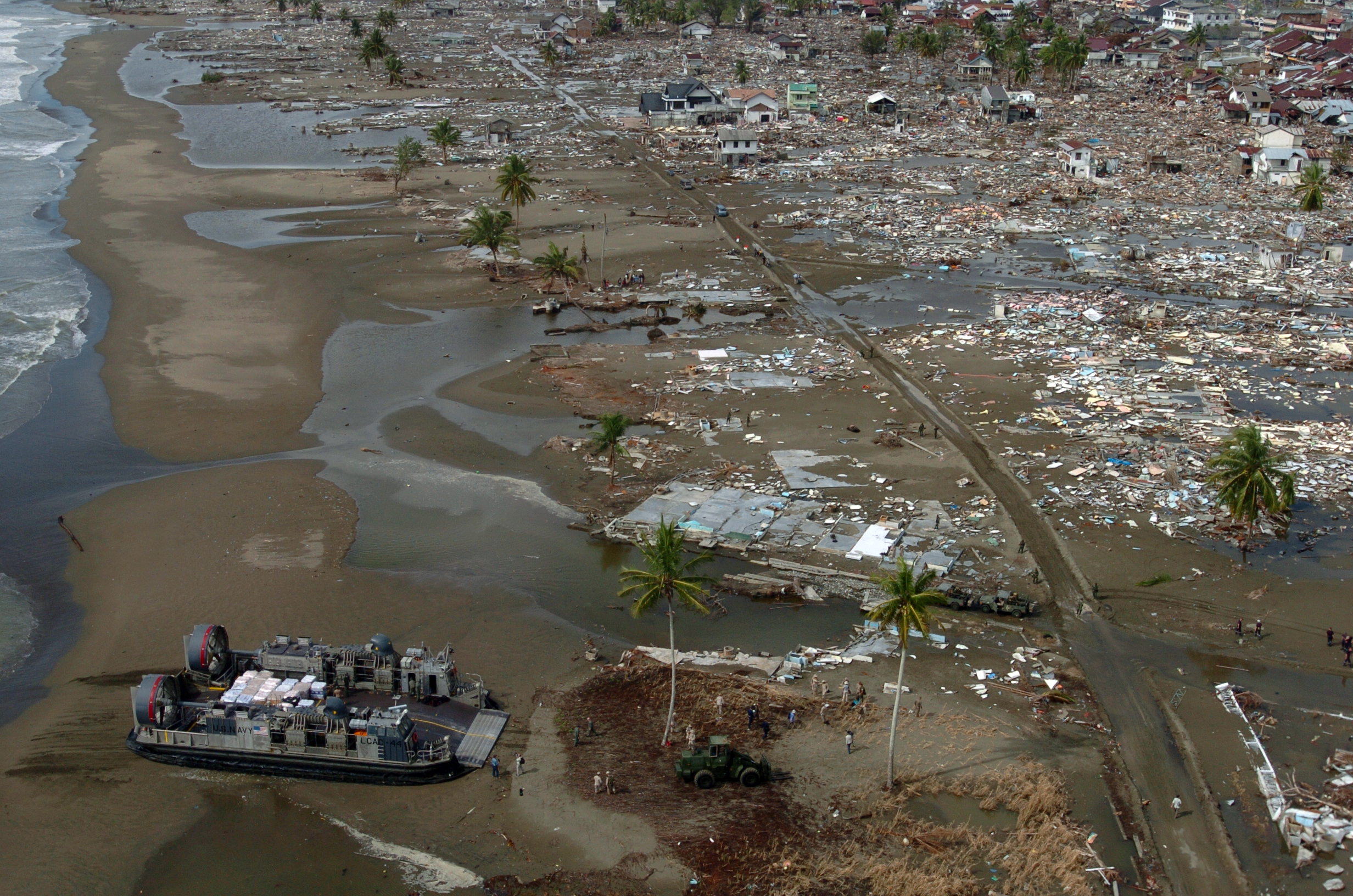
Машина десантного катера на повітряній подушці (LCAC) від USS Bonhomme Richard (LHD 6) доставляє матеріали та припаси, необхідні жителям Меулабо.

«Рівень втрат у Меулабох кидає виклик уяві»,, сказав Айтор Лакомба, індонезійський директор групи допомоги Міжнародного комітету порятунку. «Десятки тисяч там потребують негайної допомоги»..
Пошкоджену злітно-посадкову смугу було розчищено, що дало змогу медичним командам Міжнародного Червоного Хреста з Японії, Іспанії та Сінгапуру розпочати лікування тих, хто вижив. Інженер Червоного Хреста Сара Ескудеро сказала: «Існує сильний запах гниття, і, хоча вилучення тіл розпочато, можна припустити, що під уламками все ще залишаються сотні, можливо, тисячі тіл».
Червоний Хрест заявив, що використовуватиме Меулабо як пункт перевалки допомоги для західного узбережжя Суматри. Уряд Сінгапуру розгорнув там два гелікоптерно-десантних кораблі.
Місто було в значній мірі спустошене, близько 80 відсотків будівель зруйновано і щонайменше 10 000 загиблих із 50-60-тисячного населення міста. За тиждень після цунамі вдалося врахувати лише 23 000 людей, хоча багатьох не врахували, оскільки вони не перебували в таборах для біженців, а проживали в покинутих будинках.